# 1979年の宝塚歌劇公演一覧
本項目では、1979年の宝塚歌劇公演一覧（1979ねんのたからづかかげきこうえんいちらん）について示す。

## 宝塚大劇場公演
（）内は、作者または演出者名。参考資料は90年史。

### 雪組
- 1月1日 - 2月13日
  - 『春風の招待』（植田紳爾）
  - 『ハロー!ホリデー』（横澤英雄）

### 月組
- 2月16日 - 3月21日
  - 『日本の恋詩』（菅沼潤）
  - 『カリブの太陽』（太田哲則）

### 花組
- 3月23日 - 5月8日
  - 『花影記』（平岩弓枝　作、花柳寿楽・阿古健　演出）
  - 『紅はこべ』（柴田侑宏　脚本・演出）

### 星組
- 5月11日 - 6月26日
  - 『白夜わが愛』（五木寛之　原作、植田紳爾　脚本・演出、阿古健　演出）

### 月組
- 6月29日 - 8月8日
  - 『春愁の記』（酒井澄夫　脚本・演出）
  - 『ラ・ベルたからづか』（白井鐡造、小原弘稔　演出）

### 雪組
- 8月10日 - 9月25日
  - 『朝霧に消えた人』（柴田侑宏）
  - 『オールマン・リバー』（小原弘稔）

### 星組
- 9月28日 - 11月6日
  - 『アンタレスの星』（植田紳爾　脚本・演出）
  - 『薔薇パニック -メルヘン・ショップで何がおこったか?-』（草野旦）

### 花組
- 11月9日 - 12月18日
  - 『舞え舞え蝸牛』（阿古健　脚本・演出）
  - 『ビューティフル・シティ』（岡田敬二）

## 東京公演
（）内は、作者または演出者名。参考資料は90年史。

### 花組
- 1月1日 - 1月29日　新宿コマ劇場
  - 『遥かなるドナウ』（大関弘政　脚本・演出）
  - 『エコーズ<絵光図>』（草野旦　構成・演出）

### 星組
- 3月2日 - 3月28日　東京宝塚劇場
  - 『宝花集』（内海重典　構成・演出、二世西川鯉三郎　演出）
  - 『セ・シャルマン!』（酒井澄夫）

### 雪組
- 4月1日 - 4月30日　東京宝塚劇場
  - 『春風の招待』（植田紳爾）
  - 『ハロー!ホリデー』（横澤英雄）

### 花組
- 7月1日 - 7月25日　東京宝塚劇場
  - 『花影記』（平岩弓枝　作、花柳寿楽・阿古健　演出）
  - 『紅はこべ』（柴田侑宏　脚本・演出）

### 星組
- 7月28日 - 8月28日　東京宝塚劇場
  - 『白夜わが愛』（五木寛之　原作、植田紳爾　脚本・演出、阿古健　演出）

### 月組
- 11月2日 - 11月26日　東京宝塚劇場
  - 『バレンシアの熱い花』（柴田侑宏）
  - 『ラ・ベルたからづか』（白井鐡造、小原弘稔　演出）

### 雪組
- 12月1日 - 12月27日　東京宝塚劇場
  - 『朝霧に消えた人』（柴田侑宏）
  - 『オールマン・リバー』（小原弘稔）

## 宝塚バウホール公演
（）内は、作者または演出者名。参考資料は90年史。

### 星組
- 1月3日 - 1月7日
  - 『鳳蘭プチコンサート』（草野旦　構成・演出）

- 1月13日 - 1月28日
  - 『ロミオとジュリエット』（柴田侑宏　脚本・演出）

### 月組
- 3月27日 - 4月8日
  - 『榛名由梨ゴールデン・タイム』（小原弘稔　構成・演出）

- 4月21日 - 5月6日
  - 『ロミオとジュリエット』（柴田侑宏　脚本・演出）

### 花組
- 5月26日 - 6月3日
  - 『アップル・ツリー』（岡田敬二　演出）

### 雪組
- 6月16日 - 7月1日
  - 『アップル・ツリー』（岡田敬二　演出）

### 花組
- 8月16日 - 8月26日
  - 『チェック イン』（横澤英雄）

### 月組
- 9月9日 - 9月30日
  - 『恋とかもめと六文銭』（大関弘政）

### 雪組
- 10月27日 - 11月3日
  - 『愛の飛翔』（酒井澄夫　構成・演出）

### 星組
- 11月18日 - 12月2日
  - 『心中・恋の大和路』（菅沼潤　脚本・演出）

## その他の日本公演
（）内は、作者または演出者名。参考資料は90年史。

### 花組
- 2月8日 - 2月16日　名古屋・中日劇場
  - 『遥かなるドナウ』（大関弘政）
  - 『エコーズ<絵光図>』（草野旦）

### 月組
- 4月24日 - 4月26日　北九州・小倉市民会館
  - 『隼別王子の叛乱』（阿古健）
  - 『ラブ・メッセージ』（小原弘稔）

- 4月27日 - 5月3日　福岡市民会館
  - 『隼別王子の叛乱』（阿古健）
  - 『ラブ・メッセージ』（小原弘稔）

### 合同
- 6月4日　大阪・毎日ホール
  - 『第16回宝塚フェスティバル』

### 雪組
- 5月18日 - 7月7日　長岡、両津、新潟、弘前、青森、八戸、盛岡、釜石[5]、気仙沼、仙台、太田、習志野、厚木、今市、横浜、福井、松任、金沢、奈良、岡山、丸亀、徳島、高知、松山、広島、戸畑、久留米、大分、中津、那覇、和歌山
  - 『春風の招待』（植田紳爾）
  - 『ファンキー・ジャンプ』（酒井澄夫）

### 花組・特別
- 5月30日 - 6月10日　東京・パルコ西武劇場
  - 『ヴェロニック』（ニコラ・バタイユ　脚本・演出）

### 花組
- 9月7日 - 10月1日　一宮、春日井、伊勢、各務原、豊橋、磐田、静岡、横浜、東松山、習志野、八王子、柏、福島、仙台、盛岡、札幌、帯広、芦別、旭川
  - 『ベルサイユのばら<アンドレとオスカル>』（植田紳爾）